# Eledone massyae
Eledone massyae är en bläckfiskart som beskrevs av Voss 1964. Eledone massyae ingår i släktet Eledone och familjen Octopodidae. Inga underarter finns listade i Catalogue of Life.